# William Pillar
William Thomas Pillar (24 février 1924 – 18 mars 1999) est un militaire britannique, membre de l'amirauté.

## Carrière navale
Après des études à la Blundell's School (en), puis à la Royal Naval Engineering College (en), Pillar a rejoint la Royal Navy comme cadet en 1942 lors de la Seconde Guerre mondiale. Après avoir combattu dans la Guerre de Corée, il est promu capitaine en 1966 puis nommé adjoint au directeur général, des navires en 1970 et commandant de la Royal Engineering College (en) en 1973. Promu contre-amiral en 1976, il fut nommé amiral du port de Rosyth, puis chef adjoint de soutien de la flotte. En 1979, il est devenu le premier officier ingénieur de la Royal Navy Chef de Soutien de la Flotte et en 1982, Commandant du Collège royal des études de la défense. Il prit sa retraite en 1984.
Lors de sa retraite de la Royal Navy, il devient lieutenant-gouverneur de Jersey.
Il a également été  Commodore et plus tard vice-Commodore à vie de l'Association de voile de la Royal Navy, membre dy Royal Yacht Squadron, président de la Royal Navy Modern Pentathlon Association et Chevalier de l'ordre de Saint-Jean.

## Famille
En 1946, il épousa Ursula Ransley. Ils eurent trois fils et une fille.